# Atol

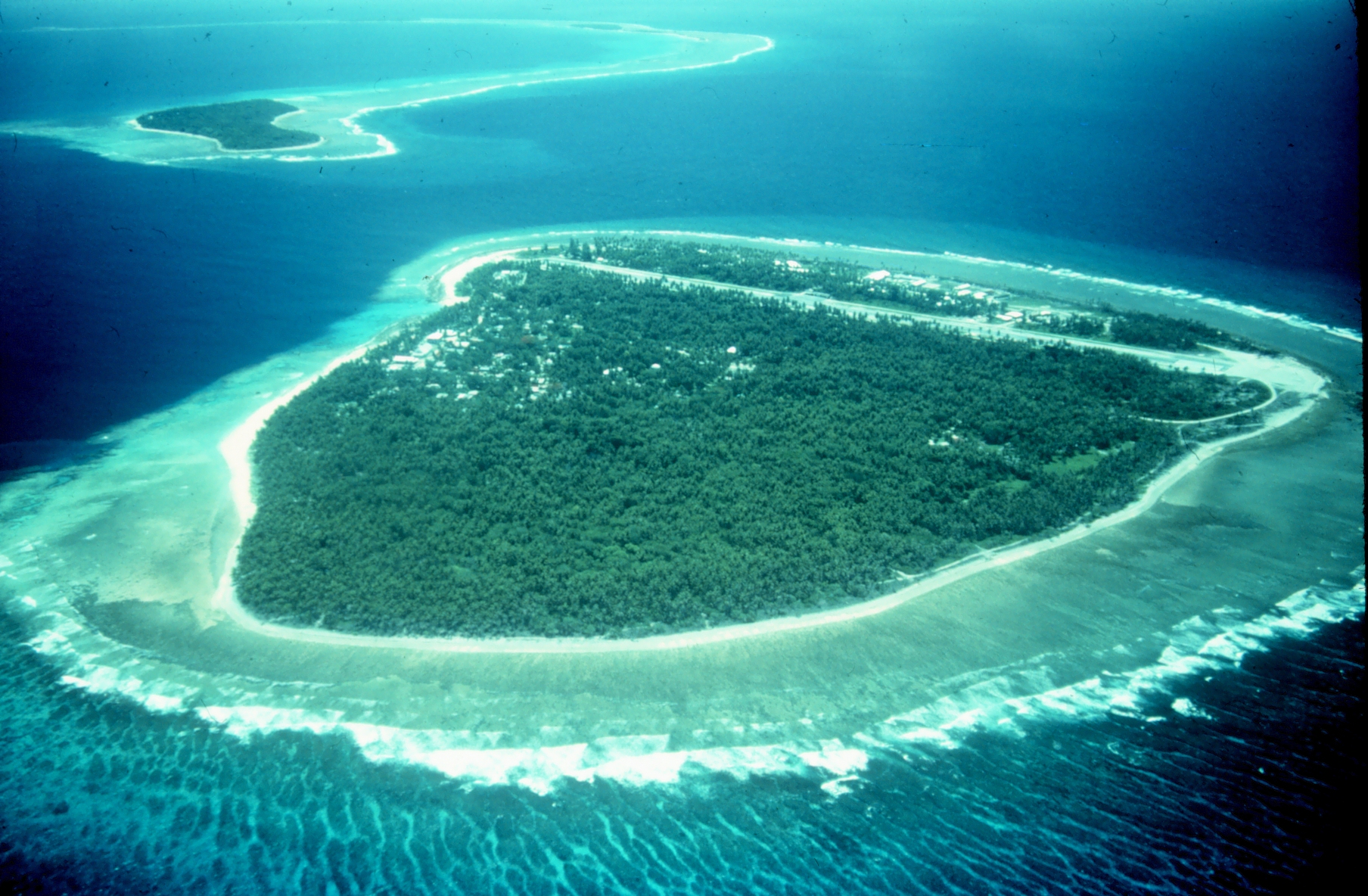
Insula și atolul Motu din Polinezia

Atolul este o formațiune geologică de formă mai mult sau mai puțin circulară care înconjoară o lagună formată din depunerea scheletelor de corali. În interiorul lagunei se mai pot descoperi uneori resturile activității vulcanice care a dus la formarea insulei din centrul lagunei.

## Formarea unui atol
După teoria lui Darwin atolul de corali se formează în jurul unei insule de origine vulcanică; ulterior insula se poate scufunda în mare prin procese tectonice sau de eroziune, urmate de formarea unui inel de insule mici coraligene.
Conform teoriei lui Hans Hassde formarea atolilor ar avea loc fără existența prealabilă a unei insule vulcanice, ci numai prin depunerea scheletelor de corali în mările calde; coralii, fiind închiși în inel, mor în lipsă de oxigen.

## Galerie de imagini

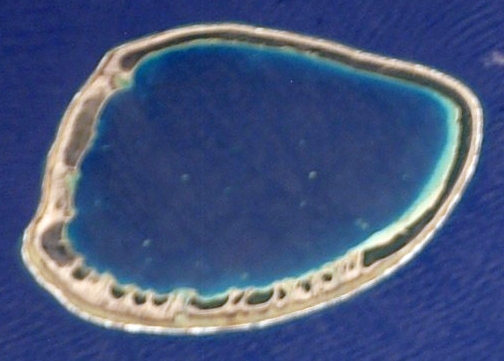
Ahunui, un atol rotund din arhipelagul Tuamotu
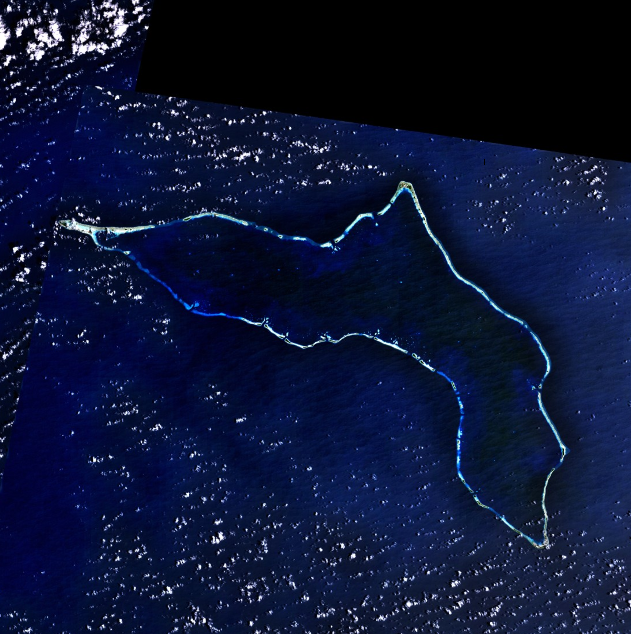
Atolul Kwajalein, cel mai mare atol din Pacific
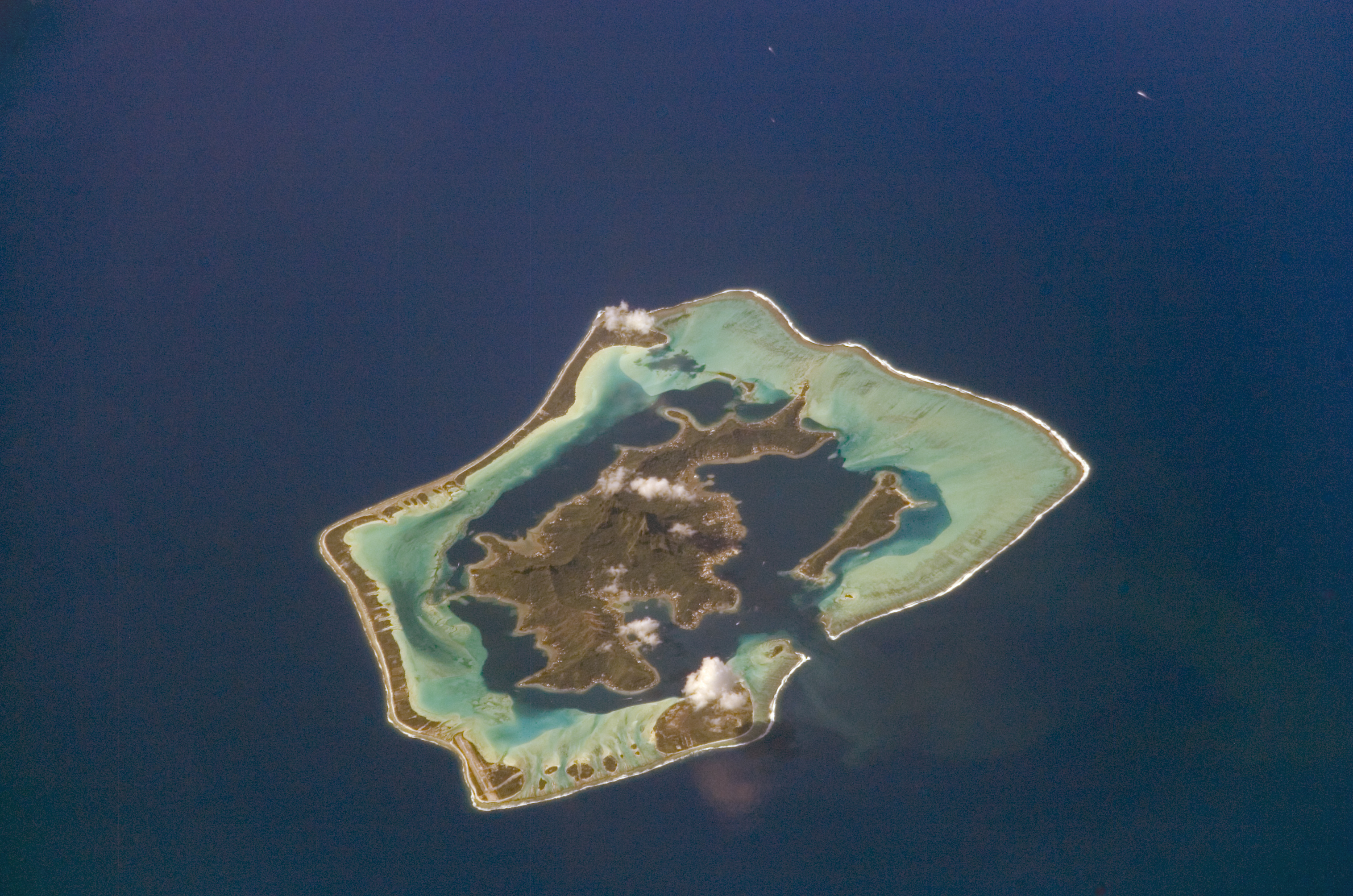
Bora Bora, un atol în jurul unei insule vulcanice
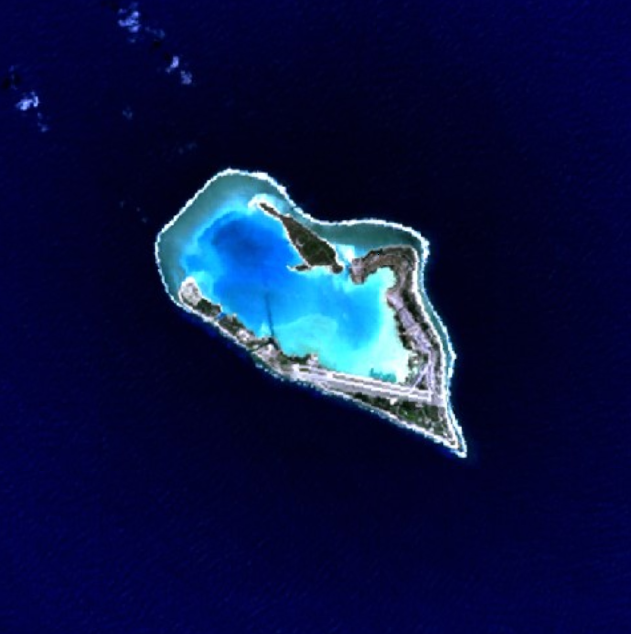
Wake, insule de origine vulcanică
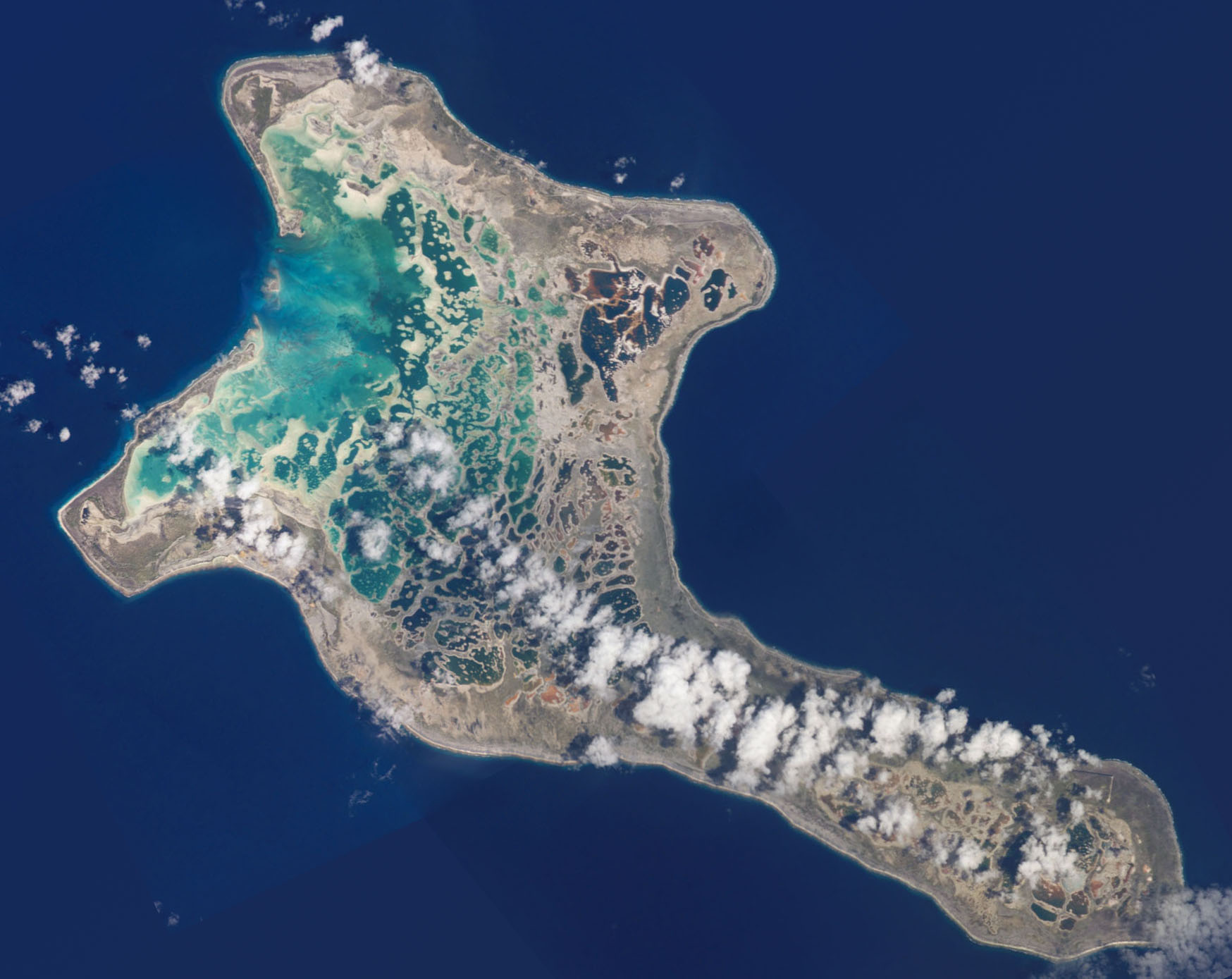
Kiritimati, un atol cu o suprafaţă mare de uscat
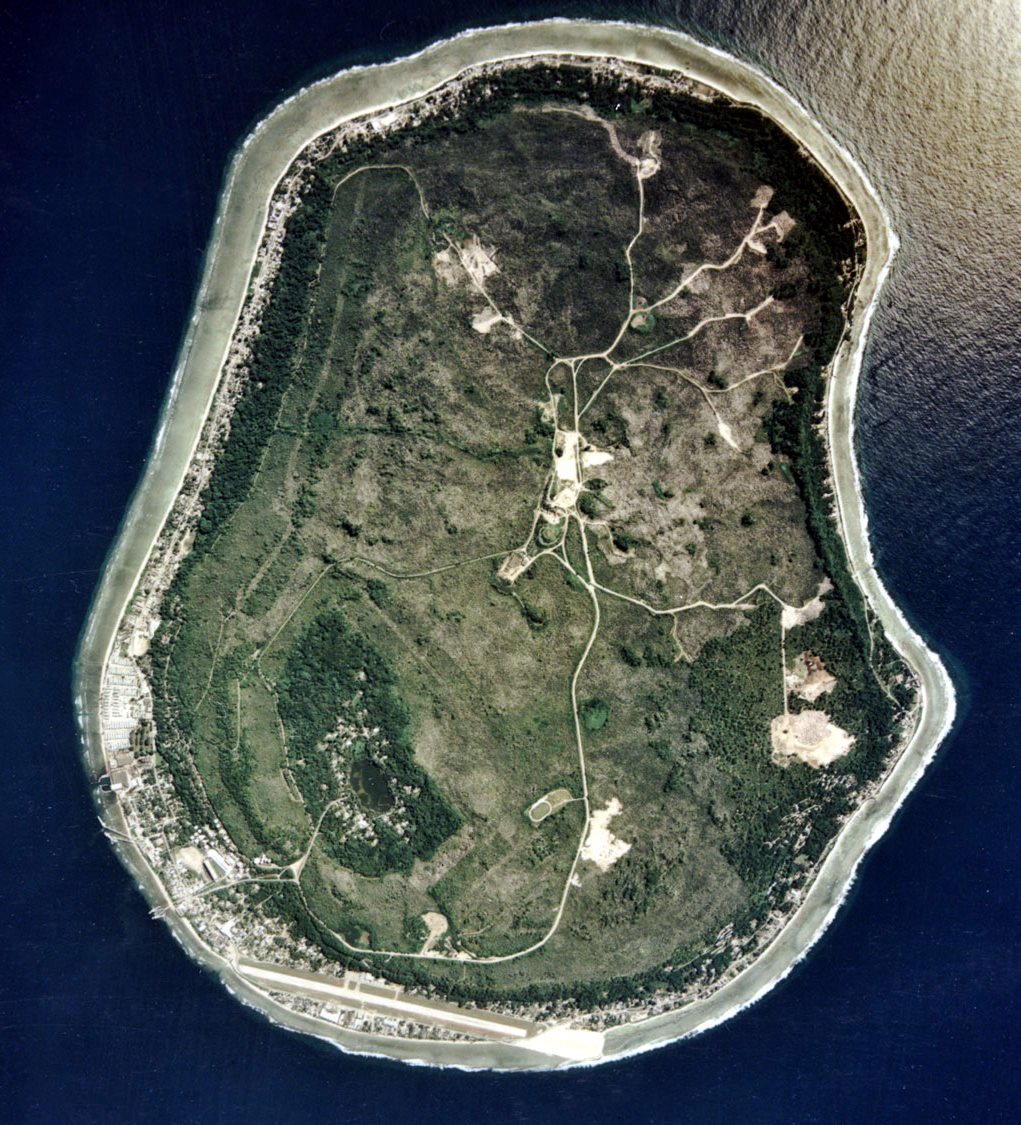
Nauru, atol
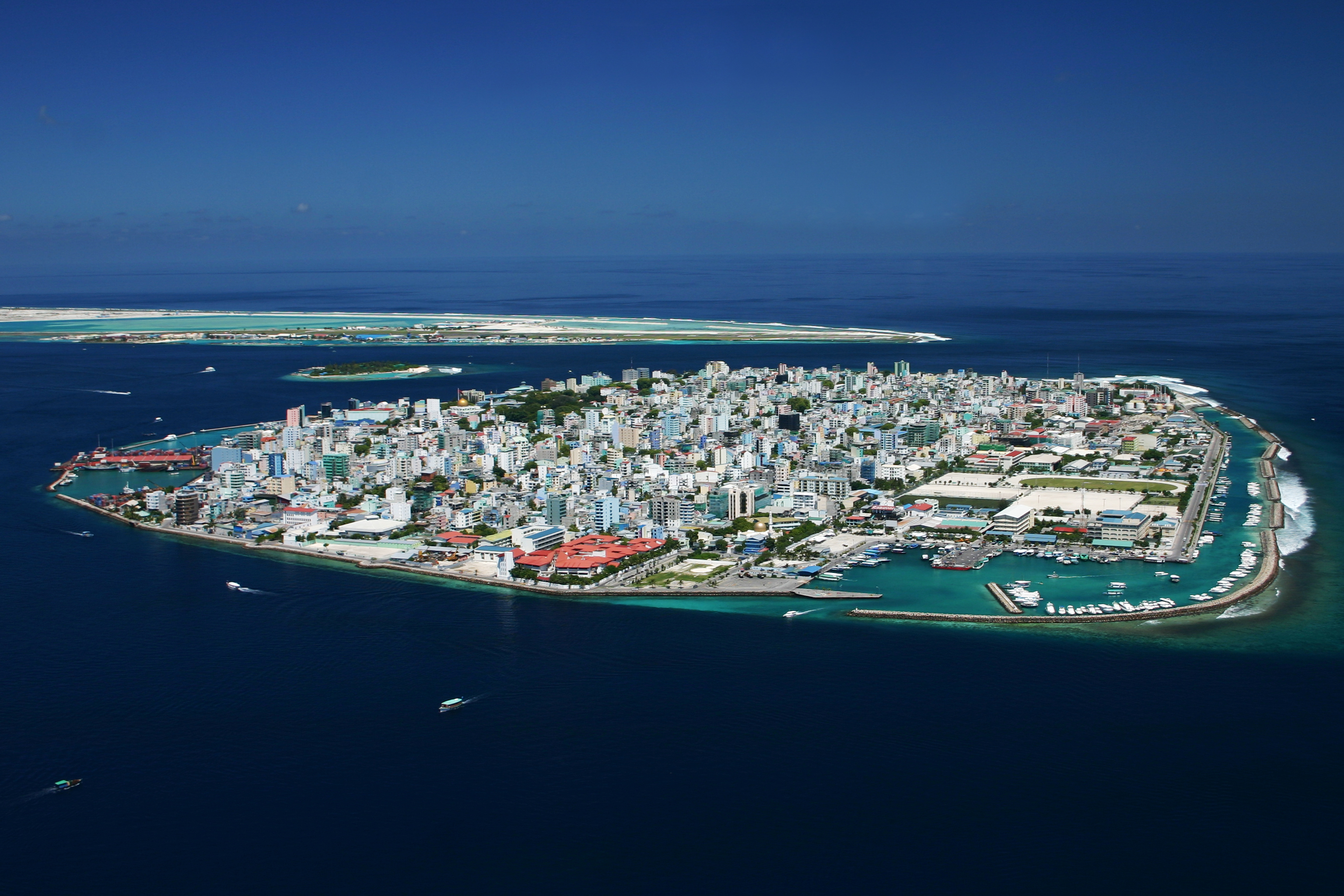
Malé, capitala insulelor Maldive, un motu cu o populaţie densă